# Radicaal 72
Van de in totaal 214 Kangxi-radicalen heeft radicaal 72 de betekenis zon en dag. Het is een van de vierendertig radicalen die bestaat uit vier strepen.
In het Kangxi-woordenboek zijn er 453 karakters die dit radicaal gebruiken.
De vroegste vorm van het karakter beeldt de zon uit met daarin een oog of middelpunt. Dat middelpunt is gedurende de afgelopen eeuwen geëvolueerd naar een kronkeltje en later naar een gewone horizontale strook en de cirkel zelf is uiteindelijk rechthoekig geworden.

## Karakters met het radicaal 72

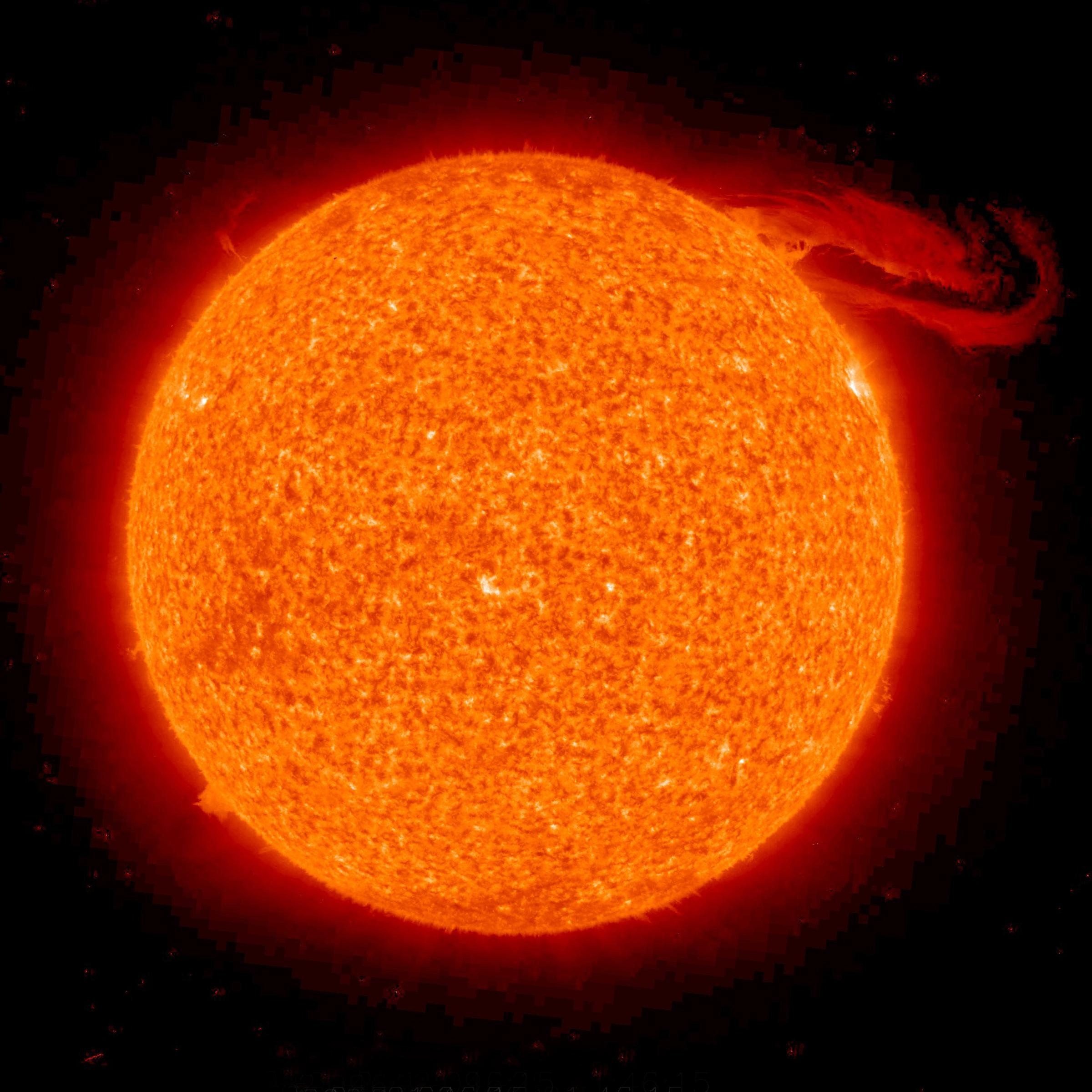
Zon

| Strepen | Karakter |
| ------- | --- |
| + 0     | 日 |
| + 1     | 旦 旧 |
| + 2     | 早 旪 旫 旬 旭 旮 旯 |
| + 3     | 旨 |
| + 4     | 旰 旱 旲 旳 旴 旵 时 旷 旸 旹 旺 旻 旼 旽 旾 旿 昀 昁 昂 昃 昄 昅 昆 昇 昈 昉 昊 昋 昌 昍 明 昏 昐 昑 昒 易 昔 昕 昖 昗 昘 昙 |
| + 5     | 昚 昛 昜 昝 昞 星 映 昡 昢 昣 昤 春 昦 昧 昨 昩 昪 昫 昬 昭 昮 是 昰 昱 昲 昳 昴 昵 昶 昷 昸 昹 昺 昻 昼 昽 显 昿             |
| + 6     | 晀 晁 時 晃 晄 晅 晆 晇 晈 晉 晊 晋 晌 晍 晎 晏 晐 晑 晒 晓 晔 晕 晖                                                          |
| + 7     | 晗 晘 晙 晚 晛 晜晝 晞 晟 晠 晡 晢 晣 晤 晥 晦 晧 晨                                                                          |
| + 8     | 晩 晪 晫 晬 晭 普 景 晰 晱 晲 晳 晴 晵 晶 晷 晸 晹 智 晻 晼 晽 晾 晿 暀 暁 暂 暃 暑                                           |
| + 9     | 暄 暅 暆 暇 暈 暉 暊 暋 暌 暍 暎 暏 暐 暒 暓 暔 暕 暖 暗 暘 暙                                                                |
| + 10    | 暚 暛 暜 暝 暞 暟 暠 暡 暢 暣 暤 暥 暦 暧 暨                                                                                  |
| + 11    | 暩 暪 暫 暬 暭 暮 暯 暰 暱 暲 暳 暴 暵 暶 暷                                                                                  |
| + 12    | 暸 暹 暺 暻 暼 暽 暾 暿 曀 曁 曂 曃 曄 曅 曆 曇 曈 曉 曊 曋 曌 曍                                                             |
| + 13    | 曎 曏 曐 曑 曒 曓 曔 曕 曖 曗                                                                                                 |
| + 14    | 曘 曙 曚 曛 曜 |
| + 15    | 曝 曞 曟 曠 曡 曢 曤 曥 曦 曧 曨                                                                                              |
| + 16    | 曣 |
| + 17    | 曩 |
| + 19    | 曪 曫 曬 |
| + 20    | 曭 曮 |
| + 21    | 曯 |

Orakelbotkarakter
Bronskarakter
Groot zegelkarakter
Klein zegelkarakter